# Menicon
K.K. Menicon (jap. 株式会社メニコン, Kabushiki-gaisha Menikon, engl. Menicon Co., Ltd.) ist ein japanisches Unternehmen, das im Bereich Medizintechnik tätig ist. Die Produktpalette umfasst Kontaktlinsen, deren Pflegeprodukte sowie medizinische Geräte.
Menicon ist Teil des Tokioter Börsenindex TOPIX und zählt zu den 100 größten Medizintechnikunternehmen weltweit.